# Leonardo Vaca
Leonardo Vaca Gutiérrez (Santa Cruz de la Sierra, 24 novembre 1995) è un calciatore boliviano, attaccante del Tūran Türkistan.

## Carriera

### Club
Nel 2023 si trasferisce in Europa, accordandosi con lo Žalgiris, formazione impegnata nel campionato lituano.

### Nazionale
Esordisce in nazionale il 29 maggio 2018 contro gli Stati Uniti in amichevole, subentrando al 66' al posto di Héctor Sánchez. Viene convocato per la Copa América 2019.

## Statistiche

### Cronologia presenze e reti in nazionale
| Cronologia completa delle presenze e delle reti in nazionale ― Bolivia | Cronologia completa delle presenze e delle reti in nazionale ― Bolivia | Cronologia completa delle presenze e delle reti in nazionale ― Bolivia | Cronologia completa delle presenze e delle reti in nazionale ― Bolivia | Cronologia completa delle presenze e delle reti in nazionale ― Bolivia | Cronologia completa delle presenze e delle reti in nazionale ― Bolivia | Cronologia completa delle presenze e delle reti in nazionale ― Bolivia | Cronologia completa delle presenze e delle reti in nazionale ― Bolivia |
| Data                                                                   | Città                                                                  | In casa                                                                | Risultato                                                              | Ospiti                                                                 | Competizione                                                           | Reti                                                                   | Note                                                                   |
| ---------------------------------------------------------------------- | ---------------------------------------------------------------------- | ---------------------------------------------------------------------- | ---------------------------------------------------------------------- | ---------------------------------------------------------------------- | ---------------------------------------------------------------------- | ---------------------------------------------------------------------- | ---------------------------------------------------------------------- |
| 29-5-2018                                                              | Filadelfia                                                             | Stati Uniti                                                            | 3 – 0                                                                  | Bolivia                                                                | Amichevole                                                             | -                                                                      | 66’                                                                    |
| 7-6-2018                                                               | Innsbruck                                                              | Corea del Sud                                                          | 0 – 0                                                                  | Bolivia                                                                | Amichevole                                                             | -                                                                      | 83’                                                                    |
| 9-6-2018                                                               | Graz                                                                   | Serbia                                                                 | 5 – 1                                                                  | Bolivia                                                                | Amichevole                                                             | -                                                                      | 51’                                                                    |
| 10-9-2018                                                              | Riyad                                                                  | Arabia Saudita                                                         | 2 – 2                                                                  | Bolivia                                                                | Amichevole                                                             | -                                                                      | 66’                                                                    |
| 13-10-2018                                                             | Yangon                                                                 | Birmania                                                               | 0 – 3                                                                  | Bolivia                                                                | Amichevole                                                             | 1                                                                      | 60’                                                                    |
| 16-10-2018                                                             | Teheran                                                                | Iran                                                                   | 2 – 1                                                                  | Bolivia                                                                | Amichevole                                                             | -                                                                      | 77’                                                                    |
| 16-11-2018                                                             | Dubai                                                                  | Emirati Arabi Uniti                                                    | 0 – 0                                                                  | Bolivia                                                                | Amichevole                                                             | -                                                                      | 63’                                                                    |
| 20-11-2018                                                             | Dubai                                                                  | Iraq                                                                   | 0 – 0                                                                  | Bolivia                                                                | Amichevole                                                             | -                                                                      | 74’                                                                    |
| 3-3-2019                                                               | Dubai                                                                  | Bolivia                                                                | 2 – 2                                                                  | Nicaragua                                                              | Amichevole                                                             | -                                                                      | 33’                                                                    |
| 22-3-2019                                                              | Ulsan                                                                  | Corea del Sud                                                          | 1 – 0                                                                  | Bolivia                                                                | Amichevole                                                             | -                                                                      | 46’                                                                    |
| 26-3-2019                                                              | Kobe                                                                   | Giappone                                                               | 1 – 0                                                                  | Bolivia                                                                | Amichevole                                                             | -                                                                      |                                                                        |
| 2-6-2019                                                               | Nantes                                                                 | Francia                                                                | 2 – 0                                                                  | Bolivia                                                                | Amichevole                                                             | -                                                                      | 73’                                                                    |
| 15-6-2019                                                              | San Paolo                                                              | Brasile                                                                | 3 – 0                                                                  | Bolivia                                                                | Coppa America 2019 - 1º turno                                          | -                                                                      | 64’                                                                    |
| 18-6-2019                                                              | Rio de Janeiro                                                         | Bolivia                                                                | 1 – 3                                                                  | Perù                                                                   | Coppa America 2019 - 1º turno                                          | -                                                                      | 73’                                                                    |
| 22-6-2019                                                              | Belo Horizonte                                                         | Bolivia                                                                | 1 – 3                                                                  | Venezuela                                                              | Coppa America 2019 - 1º turno                                          | -                                                                      | 34’                                                                    |
| 11-9-2019                                                              | Cuenca                                                                 | Ecuador                                                                | 3 – 0                                                                  | Bolivia                                                                | Amichevole                                                             | -                                                                      | 75’                                                                    |
| 10-10-2019                                                             | Caracas                                                                | Venezuela                                                              | 4 – 1                                                                  | Bolivia                                                                | Amichevole                                                             | -                                                                      | 70’                                                                    |
| 15-10-2019                                                             | Santa Cruz                                                             | Bolivia                                                                | 3 – 1                                                                  | Haiti                                                                  | Amichevole                                                             | -                                                                      | 90’                                                                    |
| Totale                                                                 |                                                                        | Presenze                                                               | 18                                                                     |                                                                        | Reti                                                                   | 1                                                                      |                                                                        |

## Palmarès

### Club

#### Competizioni nazionali
- Campionato boliviano: 1

Bolívar: Apertura 2019
- Supercoppa di Lituania: 1

Žalgiris: 2023